# Intimidad (sèrie de televisió)
Intimidad és una sèrie web espanyola de drama que es va estrenar internacionalment el 10 de juny de 2022 en la plataforma de streaming Netflix, amb la producció de Txintxua Films. Està dirigida per Jorge Torregrossa García, Ben Gutteridge, Marta Font i Koldo Almandoz; i escrita per Verónica Fernández i Laura Sarmiento. Consta de vuit episodis, protagonitzats per un repartiment eminentement femení.
La sèrie narra la filtració d'un vídeo sexual d'una figura política brillant, fet que catalitza la història de quatre dones que recorren la fràgil frontera entre la vida pública i la privada.

## Sinopsi
La història se centra en un vídeo sexual d'una política amb futur prometedor, que és filtrat a la premsa, per la qual cosa quatre dones es veuen forçades a trepitjar la prima línia entre el que pertany a la vida pública i a la vida privada. «On són els límits de la nostra intimitat? Què passa amb les nostres vides quan la nostra privacitat es converteix en la conversa de tot el món?» Qüestiona com es restaura el mal personal i social causat a la víctima i la discriminació de sexes si un vídeo sexual en el qual el personatge públic fos un home tingués la mateixa repercussió.

## Producció

### Desenvolupament
El 8 de juny de 2021 va ser publicada per Netflix España la informació de l'inici del rodatge una nova sèrie espanyola produïda per Txintxua Films per a Netflix.
Aquesta ficció original és una producció de marcat contingut feminista, amb dones en totes les responsabilitats creatives: les seves creadores són Verónica Fernández i Laura Sarmiento.

### Càsting
També el 8 de juny de 2021, abans d'informar la data d'estrena de la sèrie, es va anunciar que el repartiment principal es trobava conformat per les actrius Itziar Ituño, Patricia López Arnaiz, Emma Suárez, Verónica Echegui, Ana Wagener i Yune Nogueiras.

### Rodatge
La fotografia principal es va realitzar en el País Basc, amb un total de més de setanta locacions. La història es troba ambientada a Bilbao, per la qual cosa algunes escenes van ser rodades als escenaris naturals en aquesta ciutat, com a les instal·lacions del Museu Guggenheim, l'Euskal Irrati Telebista, l'Ajuntament de Bilbao, Azkuna Zentroa i la Plaça Arriquibar, entre altres enclavaments bilbaïns. Així mateix, el rodatge va incloure les platges Arrietara de Sopela, Laga, Gorliz, Plentzia, Sukarrieta, Portugalete i Leioa, on hi ha el Palau d'Artaza.
A França van ser utilitzades locaciones de la regió de Nova Aquitània: Viela e Sent Gironç, Lon i Ziburu.
El rodatge es va efectuar en vint setmanes sense usar un plató. Alguns dels diàlegs es mantenen en basc.

## Elenc
- Itziar Ituño com Malen Zubiri[18]
- Patricia López Arnaiz com Begoña Uribe
- Emma Suárez com Miren
- Verónica Echegui com Ane Uribe
- Ana Wagener com Alicia Vásquez
- Yune Nogueiras com Leire
- Marc Martínez com Alfredo
- Jaime Zatarain com Kepa
- Eduardo Lloveras com César Barretxeguren
- César Sarachu com Dr. Zubiri[16]

## Episodis
Consta de vuit episodis, amb una durada entre 45-50 minuts, que van ser estrenats el 10 de juny de 2022.
| Núm. | Títol                   | Direcció          | Guió                                 |
| ---- | ----------------------- | ----------------- | ------------------------------------ |
| 1    | «Medio mortal»          | Jorge Torregrossa | Verónica Fernández i Laura Sarmiento |
| 2    | «Posición / Exposición» | Jorge Torregrossa | Laura Sarmiento                      |
| 3    | «Prosopagnosia»         | Ben Gutteridge    | Laura Sarmiento y José Luis Martín   |
| 4    | «La caída»              | Ben Gutteridge    | Laura Sarmiento                      |
| 5    | «En funciones»          | Koldo Almandoz    | Laura Sarmiento y José Luis Martín   |
| 6    | «Sola»                  | Marta Font        | Laura Sarmiento                      |
| 7    | «Mañana»                | Jorge Torregrossa | Laura Sarmiento y José Luis Martín   |
| 8    | «Una decisión»          | Jorge Torregrossa | Laura Sarmiento y José Luis Martín   |

## Recepció
L'estrena es va realitzar el 10 de juny de 2022, encara que havia estat anunciada per a un llançament durant 2021.
Les ressenyes emfatitzen la mirada crítica del relat sobre el sexisme masclista «que, amb assertivitat i serietat, mostra com diferents dones fan front als delictes i actituds socials que vulneren les seves vides» pel fet de ser dones. La sèrie «s'atreveix a abordar temes com la violació a la intimitat i el masclisme, de manera sòbria i precisa, emparada en les immillorables actuacions del seu elenc.» «Amb la trama de cadascuna, la plataforma no es deixa ni un tema per tractar: s'aborda el conflicte de manera intergeneracional, els casos mediàtics i anònims, els diferents comportaments dels homes enfront de la polèmica... Per aquesta línia, s'aconsegueix un treball espectacular quant a emocions, reaccions i moviments, d'acord amb l'excel·lència de les intèrprets.» és una altra de les crítiques a Intimidad.
El 2022, va rebre el Premi Menina del Ministeri d'Igualtat i la Delegació del Govern per a la Violència de Gènere en l'àmbit de conscienciació.